# فرح عبد العزيز
فرح عبد العزيز هي بطلة مصر في تنس الطاولة والمصنفة الثانية في أفريقيا، بدأت مشورها في لعبة التنس في سن الخامسة داخل نادي الزمالك،

شاركة في سبع بطولات عالمية وتاهلت إلى اولمبيات طوكيو وحصلت على العديد من البطولات الأفريقية والبطولات العربية وبطولة الجمهورية
يذكر ان البطلة هي لاعبة نادي الزمالك والحاصلة على بطولات عديدة في عدة محافل دولية.